# Сівкович Володимир Леонідович
Володи́мир Леоні́дович Сівко́вич  (нар. 17 вересня 1960, село Гостра Могила, Ставищенський район, Київська область, УРСР) — проросійський український політик, звинувачений у державній зраді, народний депутат 4-го, 5-го та 6-го скликань. Віце-прем'єр відповідальний за силовий блок в першому уряді Миколи Азарова з 11 березня до 13 жовтня 2010. Заступник Секретаря РНБО України з жовтня 2010 до грудня 2013. Член Партії регіонів.
З 20 січня 2022 року перебуває під санкціями Міністерства фінансів США.
23 липня 2022 року ДБР оголосило йому підозру в держзраді.

## Біографічні відомості
Народився 17 вересня 1960 (село Гостра Могила, Ставищенський район, Київська область) в сім'ї учителів; українець; дружина Антоніна Федорівна (1960); сини Олександр (1982), Віктор (1984–†2009).

## Освіта
З 1977 по 1982 рік навчався у Київському вищому військовому інженерному училищі зв'язку (рос. КВВИУС, КВВИДКУС), спеціальність — радіозв'язок, кваліфікація — радіоінженер. У 2000 році закінчив Київський національний економічний університет, спеціальність — «Міжнародна економіка», кваліфікація — магістр з управління міжнародним бізнесом. У 2005 році закінчив Київський університет права НАН України, спеціальність — правознавство, кваліфікація — юрист.

## Кар'єра
З 1977 — служба в армії[джерело?]
У 1982 (з власних слів) — Єреван, начальник Центру космічного зв'язку.
З 1983 — в органах КДБ СРСР.
У 1990—1992 — працював у Німеччині.
У 1992—1993 — президент ЗАТ «Авіакомпанія Віта» (Київ).
У 1993—1995 — президент АТ «М. Ф. С.» (Київ).
У 1995—1997 — голова ради директорів АК «Віта».
У 1997—1998 — голова адміністративної ради ЗАТ «Міжнародний Медіа Центр — СТБ».
Липень-жовтень 1998 — помічник Президента України.
Січень 2001 — квітень 2002 — голова наглядової ради ЗАТ "Авіакомпанія «Віта».
З 1997 — голова спостережної ради Благодійного фонду «Центр-Суспільство».
Радник Прем'єр-міністра України на громадських засадах (червень 1998 — грудень 1999).
Член правління ПРП (травень 1999—2000). З грудня 2000 — заступник голови, січень — жовтень 2001 — перший заступник голови (в.о. голови), з січня 2001 — перший заступник голови перший заступник голови партії «Вперед, Україно!»; член президії Політради партії «Трудова Україна» (квітень — листопад 2005).
Березень 1998 — кандидат в народні депутати України, виборчий округ № 92, Київська область. З'явилось 78.2 %, за 27.8 %, 2 місце з 11 претендентів. На час виборів: голова адміністративної ради телевізійного каналу СТБ, безпартійний. Березень 1998 — кандидат в народні депутати України від виборчого блоку «Партія праці та Ліберальна партія — разом!», № 9 в списку.
Народний депутат України 4-го скликання з квітня 2002 до квітня 2006, виборчий округ № 93, Київська область, самовисування. «За» 57.59 %, 8 суперників. На час виборів: голова спостережної ради ЗАТ "Авіакомпанія «Віта», безпартійний. Член фракції «Єдина Україна» (травень — жовтень 2002), позафракційний (жовтень 2002 — березень 2003), член групи «Європейський вибір» (березень — листопад 2003), член фракції «Регіони України» (листопад 2003 — квітень 2004), позафракційний (квітень — липень 2004), уповноважений представник групи «Центр» (липень 2004 — лютий 2005), позафракційний (лютий — вересень 2005), член фракції Народно-демократичної партії і партії «Трудова Україна» (вересень — жовтень 2005), позафракційний (жовтень — листопад 2005), член фракції Партії регіонів «Регіони України» (з грудня 2005). Голова підкомітету з питань економічної безпеки та діяльності оборонно-промислового комплексу, військового та військово-технічного співробітництва Комітету з питань національної безпеки і оборони (з червня 2002).
Восени 2002 загострився конфлікт щодо контролю над енергокомпаніями між групами Суркіса і Григоришина. 12 жовтня після зустрічі з Сівковичем Григоришин був заарештований. 15 жовтня депутат Володимир Сівкович оголосив про тимчасове припинення свого членства у парламентській проурядовій більшості і зажадав, щоб керівництво МВС негайно пояснило Верховній Раді поведінку своїх підлеглих. 16 жовтня солідарність із Сівковичем продемонстрували ще чотири депутати члени фракції «Народовладдя».
Сівкович з репутацією незаангажованого народного депутата очолив тимчасову слідчу комісію Верховної Ради з розслідування обставин можливого отруєння кандидата в Президенти, лідера опозиційного блоку «Наша Україна» Віктора Ющенка. У звіті Сівковича сказано, що парламентська слідча комісія дійшла, зокрема, таких висновків:
- немає ніяких підтверджень факту навмисного отруєння Віктора Ющенка і застосування проти нього біологічної зброї;
- немає ні юридичних, ні фактичних підстав стверджувати, що мав місце злочин, передбачений статтею 112 Кримінального кодексу України (замах на життя державного або громадського діяча)[15].

Після поразки Віктора Януковича на президентських виборах 2004 року узяв участь у боротьбі за визначення дезорієнтованої Трудової партії України. Валерій Коновалюк, який очолив цю партію, наполягав на самостійному існуванні партії, в той час як крило, очолене Сівковичем, влилося в Партію регіонів.
Народний депутат України 5-го скликання з квітня 2006 до листопада 2007 від Партії регіонів, № 80 в списку. На час виборів: народний депутат України, член ПР. Член фракції Партії регіонів (з травня 2006). Заступник голови Комітету з питань законодавчого забезпечення правоохоронної діяльності (з липня 2006).
Народний депутат України 6-го скликання з листопада 2007 до березня 2010 від Партії регіонів, № 78 в списку. На час виборів: народний депутат України, член ПР. Член фракції Партії регіонів (з листопада 2007). Перший заступник голови Комітету з питань законодавчого забезпечення правоохоронної діяльності (з грудня 2007). Склав депутатські повноваження 11 березня 2010 року.
25 липня 2009 року син Сівковича Віктор, який управляв автомобілем Лексус, загинув у ДТП. Попередня причина аварії — перевищення швидкості.
Після перемоги Віктора Януковича на президентських виборах 2010 року з 11 березня по 13 жовтня Сівкович був віце-прем'єром, відповідальним за силовий блок, в першому уряді Миколи Азарова; з жовтня 2010 — заступник Секретаря РНБО України.
24 серпня 2013 року — присвоєно військове звання генерал-майора запасу.
14 грудня 2013 року названий серед відповідальних за силовий розгін та побиття мітингувальників Євромайдану (разом з очільником київської міліції Коряком та очільником КМДА Поповим). Цього ж дня відсторонений від виконання обов'язків заступника голови РНБО України через оголошення йому Генпрокуратурою України підозри у вчиненні злочину передбаченого ч. 2 ст. 365 КК України (перевищення влади або службових повноважень; в зв'язку з розгоном мирного студентського протесту в підтримку євроасоціації України 30 листопада 2013 р.).

## Нагороди та відзнаки
- Орден Дружби народів.
- Заслужений юрист України (16 вересня 2010)[21].

## Зв'язки з чинною владою
Помічниками депутата Сівковича був Данило Гетманцев та Колюх Валерій Вікторович. Обидва згодом стали представниками партії «Слуга народу». Валерій Колюх у 2019 році був обраний депутатом Верховної Ради 9 скликання від партії «Слуга народу» за виборчим округом № 92 (Київська область) як безпартійний.
Данило Гетманцев у 2019 році був обраний народним депутатом 9 скликання від партії «Слуга народу» номером 20 у списку як безпартійний. Член однойменної фракції. Голова Комітету з питань фінансів, податкової та митної політики.

## Санкції
20 грудня 2020 року доданий до санкційного списку США.
22 січня 2022 Міністр закордонних справ Великої Британії Елізабет Трасс оприлюднила офіційну заяву про масштаби підривної діяльності Росії проти України. У заяві йдеться про підготовку конкретних українських політиків з колишнього оточення Януковича, які контактують з російською військовою розвідкою в процесі розробки планів нападу на Україну. Серед названих осіб, що готуються російськими військовими як майбутні члени окупаційного маріонеткового уряду, було назване ім'я колишнього заступника голови Ради національної безпеки та оборони Володимира Сівковича.
24 лютого 2022 року доданий до санкційного списку Канади.
6 квітня 2022 року доданий до санкційного списку Австралії.
3 травня 2022 року доданий до санкційного списку Нової Зеландії.

## Розслідування

### Державна зрада
23 липня 2022 року ДБР оголосило підозру Сівковичу у держзраді. Він разом із ексначальником управління СБУ в Криму Олегом Кулінічем сприяли вторгненню РФ. Вони входили до угрупування, серед членів якого значилися ще Ігор Чумаков, Олександр Чуліндін та Марина Тєрєнтьєва.
20 лютого 2024 року, за процесуального керівництва Офісу Генерального прокурора, Сівковичу повідомлено про підозру у вчиненні державної зради (ч. 1 ст. 111 КК України). Досудове розслідування у кримінальному провадженні здійснюється слідчими ДБР. За даними правоохоронців, він влаштував провокацію із побиттястудентів на Майдані 30 листопада 2013 року. 

### Інформаційні диверсії проти України
У грудні 2023 року СБУ повідомила Сівковичу про підозру у координації інформаційних диверсій за участю Нестора Шуфрича проти України.
За даними агента СБУ московський офіс Сівковича займався вербуванням, збором розвідданих, інфільтрацією кадрів у державні структури України, фальсифікував соціологічні дослідження на користь ФСБ, організовував переправлення до України техніки для прихованого стеження й займався підготовкою звітів для російських спецслужб про політичну ситуацію в Україні.

## Сім'я
Дружина — Антоніна.

### Сини
- Олександр (1982 р.н.), продовжує бізнес батька в Україні (ТОВ «Арма Моторс», БЦ «Лук'янівський» тощо)
- Віктор (1984—2009), загинув в автокатастрофі в липні 2009 року[38].

## Виноски
1. ↑  Указ Президента України від 13 жовтня 2010 року № 956/2010 «Про звільнення В. Сівковича з посади Віце-прем'єр-міністра України»
2. ↑  Постанова Верховної Ради України від 11 березня 2010 року № 1974-VI «Про дострокове припинення повноважень народного депутата України Сівковича В.Л.»
3. ↑  Указ Президента України від 14 грудня 2013 року № 685/2013 «Про відсторонення В. Сівковича від посади»
4. ↑  Указ Президента України від 28 лютого 2014 року № 169/2014 «Про звільнення В. Сівковича з посади заступника Секретаря Ради національної безпеки і оборони України»
5. ↑  Russian Harmful Foreign Activities Designations. 01/20/2022
6. ↑  Мінфін США ввів санкції проти чотирьох українців, серед них — народні депутати. 20.01.2022 17:38
7. ↑  Ексвіцепрем'єру Сівковичу оголосили підозру в співпраці з ФСБ, Еспресо, 23 липня 2022
8. ↑  Інтерв'ю газеті «2000» від 24.10.2002, see: Владимир Сивкович — человек-легенда. Легенда порой страшная…, «Багнет» (delete); mirror 1 // from-ua.com, 05.07.2010 11:25; mirror 2 // Досье, 10.08.2010 12:41
9. ↑  У Вірменії немає Центру космічного зв'язку, «Плюм-бум» украинской политики. Пантелей Панкратов, специально для «УК» // Украина криминальная, 15.12.2003 09:13, див. також пошук по google
10. ↑  Владимир Сивкович — человек-легенда. Легенда порой страшная… mirror 1. Согласно официальной биографии Путина, его служба в Дрездене закончилась в 1990 году. Как раз тогда Сивкович только попал служить в ГСВГ
11. ↑  Розпорядження Президента України від 13 липня 1998 року № 380/98-рп «Про призначення В. Сівковича помічником Президента України»
12. ↑  Постанова Кабінету Міністрів України від 1 червня 1998 року № 760 «Про призначення Сівковича В.Л. радником Прем'єр-міністра України».
13. ↑  Постанова Кабінету Міністрів України від 28 грудня 1999 року № 2397 «Про звільнення радників Прем'єр-міністра України, які працювали на громадських засадах».
14. ↑  Війна кланів виходить на «міжнародний» рівень? [Архівовано 2008-11-18 у Wayback Machine.] Галицькі КОНТРАКТИ № 43, жовтень 2002
15. ↑  Комісія з розслідування отруєння Ющенка затвердила остаточний звіт
16. ↑  Фото с места гибели сына депутата Сивковича. Сын депутата от Партии регионов Владимира Сивковича Виктор погиб в ДТП. Об этом сообщает Магнолия ТВ со ссылкой на достоверные источники. Согласно сообщению, 25 июля в 23:15 в Киеве на улице Фрунзе Лексус врезался в столб. // 07/26/2009 15:00
17. ↑  Указ Президента України від 13 жовтня 2010 року № 957/2010 «Про призначення В. Сівковича заступником Секретаря Ради національної безпеки і оборони України»
18. ↑  Указ Президента України № 454/2013 від 24 серпня 2013 року «Про присвоєння військових звань»
19. ↑  Попов «сдал» Пшонке реального «заказчика» кровавого разгона Евромайдана
20. ↑  Президент відсторонив від посад голову КМДА О.Попова та заступника Секретаря РНБОУ В.Сівковича // УНН, Субота, 14 грудня 2013, 14:11 • Олексій Туманов
21. ↑  Указ Президента України № 911/2010 від 16 вересня 2010 року «Про присвоєння В.Сівковичу почесного звання „Заслужений юрист України“»
22. ↑  Голова комітету з питань фінансів Гетманцев був помічником Сівковича, – розслідування. 24 Канал. Процитовано 30 вересня 2019.
23. ↑  Колюх Валерій Вікторович — Біографія, Балотування, Фракції, Політична Агітація | ПолітХаб. www.chesno.org (укр.). Процитовано 17 лютого 2023.
24. ↑  Russian Harmful Foreign Activities Designations. U.S. Department of the Treasury (англ.). Процитовано 31 березня 2023.
25. ↑  СІВКОВИЧ Володимир Леонідович - біографія, досьє, активи | Війна і санкції. sanctions.nazk.gov.ua (укр.). Процитовано 31 березня 2023. [Архівовано 2023-03-31 у Wayback Machine.]
26. ↑  Foreign Office: Kremlin plan to install pro-Russian leadership in Ukraine exposed
27. ↑  BBC: «Подрыв Украины». Британия обвинила Москву в подготовке марионеточного правительства в Киеве (рос.) 23.01.2022
28. ↑  Government of Canada, Public Works and Government Services Canada (16 березня 2022). Canada Gazette, Part 2, Volume 156, Number 6: Regulations Amending the Special Economic Measures (Ukraine) Regulations. gazette.gc.ca. Процитовано 31 березня 2023.
29. ↑  Australia and sanctions.
30. ↑  Trade, New Zealand Ministry of Foreign Affairs and. Russia Sanctions. New Zealand Ministry of Foreign Affairs and Trade (новозел. англ.). Процитовано 31 березня 2023.
31. 1 2  Колишні начальник СБУ в Криму і заступник секретаря РНБО України сприяли вторгненню РФ: деталі підозр, Українська правда, 23 липня 2022
32. ↑  Справи Майдану: Ексзаступнику Секретаря РНБО України повідомлено про нову підозру - державна зрада. 20.02.2024
33. ↑  Сівкович отримав нову підозру через побиття студентів на Майдані. РБК-Украина (укр.). Процитовано 3 березня 2024.
34. ↑  Ексзаступнику секретаря РНБО Сівковичу оголосили нову підозру. РБК-Украина (укр.). Процитовано 4 грудня 2023.
35. ↑  Кацімон, Ольга (12 червня 2025). Агент СБУ працював водієм Сівковича у Москві. Суспільне | Новини (укр.). Процитовано 25 липня 2025.
36. ↑  Таємний агент СБУ розповів про проникнення в офіс Сівковича і затримання Кулініча за каденції Зеленського. www.unian.ua (укр.). 11 червня 2025. Процитовано 25 липня 2025.
37. ↑  Фотоновости, фото последних новостей, купить скачать фото - Фотобанк УНИАН. photo.unian.net (рос.). Процитовано 31 березня 2023.
38. ↑  Личность разбившегося в дтп 25-летнего младшего сына народного депутата владимира сивковича удалось установить только через два часа после автокатастрофы. fakty.ua (укр.). Процитовано 31 березня 2023.